# 백은종
백은종(1953년 1월 11일~)은 대한민국의 언론인이다. 인터넷 언론사 <서울의 소리>의 발행·편집인이다.